# Sprakensehl
Sprakensehl är en kommun och ort i Landkreis Gifhorn i förbundslandet Niedersachsen i Tyskland.
Kommunen ingår i kommunalförbundet Samtgemeinde Hankensbüttel tillsammans med ytterligare fyra kommuner.